# NN-265
La carretera NN‑265 es una vía departamental secundaria ubicada en el municipio de El Viejo, departamento de Chinandega, al occidente de Nicaragua. Esta ruta tiene una longitud de 24.6 km y conecta el Empalme de Cosigüina (entrada a Punta Ñata) con la comunidad de Los Laureles, pasando por zonas agrícolas y rurales. Fue inaugurada en 2024 como parte del programa de desarrollo de infraestructura vial del MTI.

## Trazado y cruces
La siguiente tabla muestra su recorrido, localidades y principales conexiones:
| km   | Localidad               | Departamento | Conexión / Ruta |
| ---- | ----------------------- | ------------ | --------------- |
| 0.0  | Empalme de Cosigüina    | Chinandega   |                 |
| 11.3 | Punta Ñata              | Chinandega   |                 |
| 24.6 | El INCEI - Los Laureles | Chinandega   |                 |